# Jacob Marrel

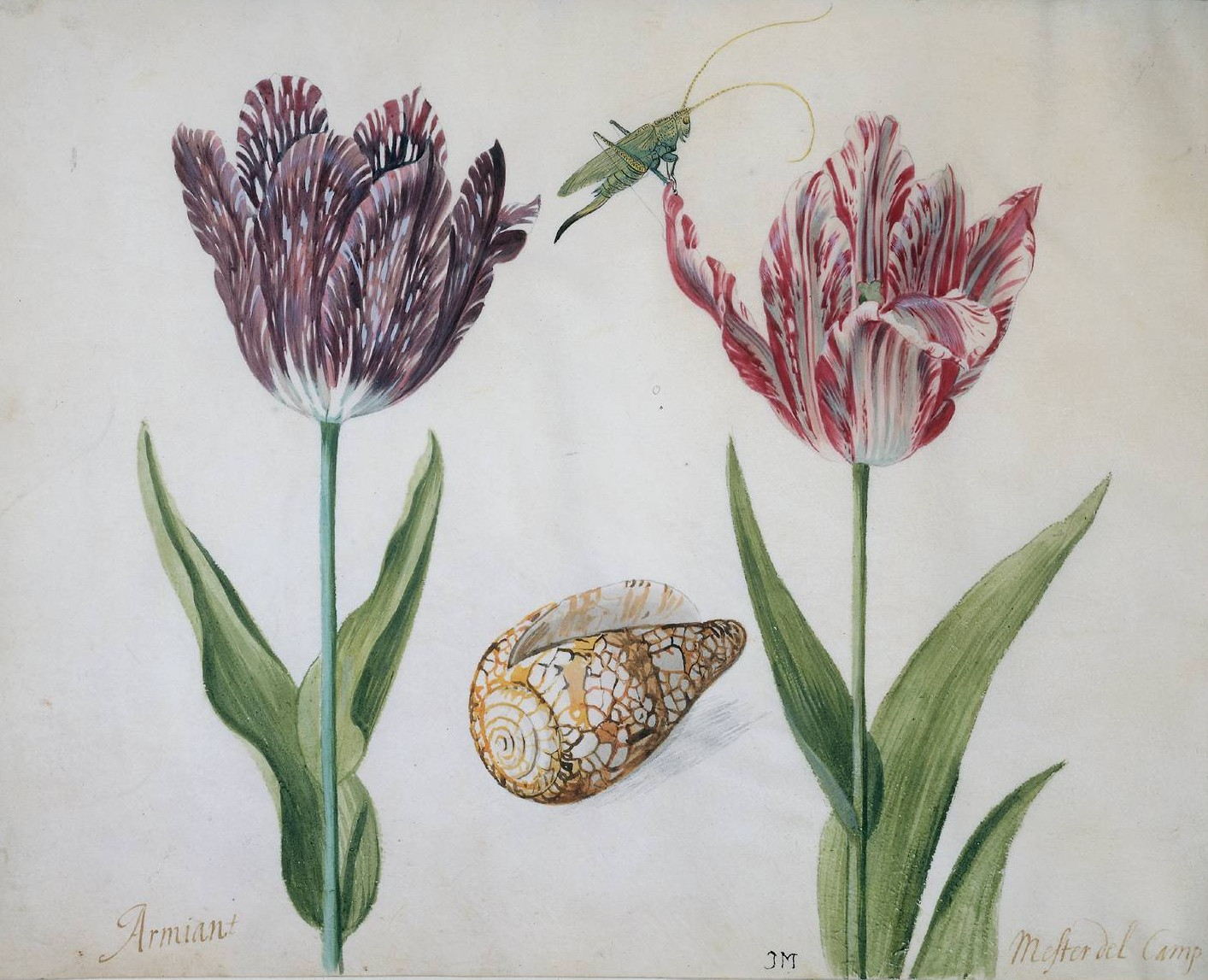
Jacob Marrel: Dwa tulipany, skorupka ślimaka i owad, 1634

Jacob Marrel (ur. 1614 we Frankenthal (Pfalz), zm. 11 listopada 1681 we Frankfurcie nad Menem) – niemiecki malarz kwiatów i martwych natur, jedyny uczeń Georga Flegela.
Jacob Marrel był synem pisarza miejskiego we Frankenthal (Pfalz), również o imieniu Jacob, i wnukiem pochodzącego z Francji złotnika Claude'a Marrela. Po zgonie ojca rodzina przeniosła się w grudniu 1624 do Frankfurtu, gdzie Jacob Marrel został w 1627 jedynym uczniem Georga Flegela. Studia malarskie kontynuował w Utrechcie u Jana de Heema. W 1651 został obywatelem Frankfurtu i poślubił Johannę Sybillę Heim(ius), wdowę po Mateuszu Merianie Starszym. Jej córkę Marię Sybillę Merian wyuczył malarstwa, rysunku i miedziorytnictwa. Później wyjeżdżał jeszcze kilkakrotnie do Utrechtu i Norymbergi.
Malował najczęściej martwe natury z kwiatami i owocami, na których przedstawiał również owady, jaszczurki i ptaki. Jego obrazy odznaczają się walorami dekoracyjnymi i świadczą o wyczuciu kompozycji u autora, który był jednak przeciętnym kolorystą. Niektóre swoje dzieła Marrel podpisywał w zlatynizowanej formie Jacobus Marrellus z dodatkiem wyrazu fecit (uczynił).
W zbiorach Muzeum Narodowego w Warszawie znajduje się obraz Marrela zatytułowany Kwiaty w wazonie i małe stworzonka.